# Cheetah Mobile
Cheetah Mobile Inc (猎豹移动公司) — китайская компания мобильного интернета со штаб-квартирой в Пекине, Китай.
Являясь создателем многих самых популярных мобильных приложений, по состоянию на январь 2017 года у неё более 634 миллионов активных пользователей в месяц.

## История

### Формирование
Компания была основана в 2010 году в результате слияния компаний Kingsoft Security и Conew Image.По данным iResearch, стала вторым по величине поставщиком программного обеспечения для интернет-безопасности в Китае.

### Первичное публичное размещение
В 2014 году Cheetah Mobile провела IPO, продав 12 миллионов американских депозитарных акций по 14 долларов США за акцию, и таким образом привлекла 168 миллионов долларов США. IPO было проведено Morgan Stanley, JP Morgan Chase & Co. и Credit Suisse Group. Kingsoft и Tencent являются основными инвесторами в Cheetah Mobile. Им принадлежит 54 % и 18 % соответственно.

### После IPO
В конце 2015 года Cheetah Mobile объявила, что вступила в глобальное стратегическое партнерство с Yahoo. Компания включила поисковые и нативные рекламные платформы Yahoo в свои собственные приложения. В результате этого Cheetah Mobile заявила, что ее доход от Yahoo увеличивался на 30 % ежедневно, в течение первых двух недель.
В феврале 2016 года Cheetah Mobile и Cubot запустили смартфон CheetahPhone на базе Android 6.0 Marshmallow на MWC в Барселоне, Испания.

### Приобретения
2 августа 2016 года Cheetah Mobile объявила о приобретении французского стартапа News Republic за 57 миллионов долларов. News Republic — новостной агрегатор.
В конце февраля 2020 года все игры и приложения Cheetah Mobile были удалены из Google Play.

## Продукты компании
Рекламные продукты Cheetah Mobile включают в себя:

### Компьютерные приложения
- Clean Master for PC — Заявляет об улучшении производительности, стирая ненужные файлы и оптимизируя память устройства. Доступна премиум-версия, которая восстанавливает утерянные файлы и обновляет драйверы. Программа доступна на ПК и Android.[14]
- CM Browser — Веб-браузер на базе Chromium 57, он претендует на звание первого двухъядерного браузера безопасности в Китае.[15][16]

### Игры
- Big Bang 2048 — Аналогично игре 2048, но номера заменены животными.[17]
- Just Get 10 — Головоломка, где игроки нажимают на соседние плитки с тем же номером, который затем всплывает. Повторное нажатие объединяет положение с тем, где оно было нажато.[18]
- Don’t Tap The White Tile — Игроки должны избегать белых плиток. [19]
- Piano Tiles 2: Don’t Tap The White Tile 2 — Продолжение игры «Don’t Tap The White Tile», включая новый игровой процесс и песни. [20]
- Rolling Sky — Быстро развивающаяся игра, в которой игроки должны перебрасывать мяч через разные уровни.
- Tap Tap Dash — Быстро развивающаяся игра, в которой игроки должны нажимать, чтобы не дать своему персонажу упасть с платформы на разных уровнях.[21]
- Dancing Line — Ритм-игра, в которой можно нажимать лучше.
- Arrow.io — Игра в стрельбу из лука, которая насчитывает 4 арены.
- Tap Tap Fish: AbyssRium — Морская аквариумная игра, цель которой собрать всех скрытых рыб.

### Мобильные приложения
- Armorfly — Браузер, который претендует на высокий уровень конфиденциальности и безопасности.
- Battery Doctor — Претендует на продление времени ожидания батареи смартфона.[22]
- Clean Master — Претендует на повышение производительности смартфона и освобождение места для хранения, удаляя ненужные файлы, оптимизируя память и обеспечивая полную защиту от вирусов, троянов и других вредоносных программ. В Интернете существует значительный спор о том, является ли приложение действительно эффективным или нет.[23][24][25][26]
- Облачное пространство CM Security — Инструмент облачного резервного копирования для копирования фотографий пользователя, журналов вызовов, контактной информации и SMS-сообщений.
- CM Backup — Сервис облачного резервного копирования.[27][28]
- CM Browser — Мобильный веб-браузер с функциями антивирусной безопасности.[29]
- CM Flashlight — Приложение с фонариком и встроенным компасом.[30]
- CM Keyboard — Клавиатурное приложение, позволяющее настроить клавиатуру телефона.
- CM Launcher 3D — Лаунчер, который совместим только с устройствами Android.
- CM Locker — Приложение для блокировки экрана Android.
- Security Master — Антивирусное приложение для телефонов Android.[31]
- CM Security VPN — Бесплатное приложение VPN.
- CM Speed Booster — Оптимизатор для Android.
- CM Swipe — Инструмент быстрого доступа для легкого доступа к приложениям и инструментам одной рукой.
- CM TouchMe — Вспомогательный инструмент для быстрого доступа к системным операциям или приложениям, основанный на вспомогательном сенсорном инструменте в iOS .
- CM Transfer — Инструмент для передачи файлов для обмена фотографиями, видео, музыкой и приложениями в автономном режиме.
- CM QR Code & Bar Code Scanner — сканер QR-кодов.
- Файловый менеджер — Популярный для Android, приобретенный в начале 2014 года у Rhythm Software, базирующейся в Хайдянь, Пекин, КНР.[32]
- GoTap! — Инструмент управления данными, который, как утверждает, помогает пользователям управлять мобильными данными или сокращать их использование и уровень заряда аккумулятора.
- Heartbleed Scanner — Приложение для сканирования вирусов с сердечным кровотечением, которое сканирует операционную систему Android на предмет уязвимости устройства для эксплойта Heartbleed 2014 года.
- Notification Cleaner — Инструмент диспетчера уведомлений.
- Photo Grid — Приложение для создания фотоколлажей. Пользователи могут создавать уникальные эффекты с любой комбинацией фотографий.[33]
- QuickPic Gallery — приложение для создания фотогалереи.[34]
- Ransomware Killer — приложение для уничтожения вирусов-вымогателей, которое утверждает, что уничтожает вредоносное ПО на зараженном телефоне Android.
- Simplelocker Cleaner — приложение для чистки локеров, которое выполняет полную проверку устройства Android и проверяет, например, наличие вируса Cryptolocker.
- Speed Test — инструмент для проверки скорости WiFi, который помогает сканировать соединения WiFi, проверять безопасность и скорость соединения, а затем оптимизировать скорость.
- Struts 2 Web Server Scanner — приложение для сканирования веб-серверов, которое сканирует историю браузера и определяет, не подвержены ли недавно посещенные веб-сайты уязвимости Struts 2 .
- Stubborn Trojan Killer — мобильное антивирусное приложение, которое утверждает, что избавляется от упрямых троянов, которые не могут быть удалены другими распространенными антивирусными приложениями.[35]
- WhatsCall — приложение для звонков с бесплатными глобальными и безопасными звонками.
- 2Face — приложение для управления учетными записями для мгновенного одновременного доступа к двум точным копиям приложений, таких как приложения для социальных сетей, игр и обмена сообщениями, на одном устройстве.

### Искусственный Интеллект
- Artificial Intelligence — технологическая платформа AI для обеспечения полной линейки продуктов Cheetah Mobile.[36]
- OrionOS — платформа для интеллектуальных устройств в сотрудничестве с OrionStar[37]
- Cheetah Voicepod — динамик распознавания голоса на основе AI
- Cheetah GreetBot — робот-регистратор для работы с клиентами
- Cheetah FriendBot — образовательный робот для детей
- Cheetah VendBot — робот торгового автомата[38]

### Коммерция
- Cheetah Ads — рекламная платформа Cheetah Mobile, предлагающая широкий спектр рекламных форматов, от высокопроизводительной медийной и обычной рекламы до полноэкранного вертикального видео.[39]

### Большие данные
- Cheetah Data — глобальная мобильная платформа для анализа больших данных.[40]

## Обвинения
Несмотря на популярность Android-приложения Clean Master, в 2014 году было объявлено, что реклама, рекламирующая Clean Master, манипулирует пользователями Android с помощью обманной тактики при просмотре веб-сайтов в рамках рекламы приложения. В апреле 2014 года Ференц Ласло Надь из Sophos Labs, снял несколько всплывающих окон, приведших к «Clean Master», предупреждая, что устройство заражено вирусом.
В июле 2014 года Cheetah Mobile предложила пользователям удалить Google Chrome и заменить его собственным браузером Cheetah Mobile в процессе очистки и оптимизации Clean Master. Эта практика позволила Cheetah Mobile занять несправедливую позицию на рынке и привела к жёсткому преследованию со стороны Google.
В декабре 2018 года Cheetah Mobile была вовлечена в массовую схему мошенничества с кликами, заставившую Google удалить два своих приложения из своего Google Play. Cheetah Mobile отрицает обвинения.